# Čadobec
Il Čadobec (in russo Чадобец?; nella parte alta Bol'šoj Čadobec) è un fiume della Russia siberiana orientale, affluente di destra dell'Angara. Scorre nel Territorio di Krasnojarsk.
Nasce e scorre nell'altopiano dell'Angara (all'estremità meridionale dell'altopiano della Siberia centrale), scorrendo con direzione mediamente occidentale o sud-occidentale; sfocia nel basso corso dell'Angara a 414 km dalla foce, presso l'omonimo villaggio. Il fiume ha una lunghezza di 647 km e il suo bacino è di 19 700 km². La portata media annua di acqua a 133 km dalla foce è di 57,39 m³/s.
La valle del fiume è paludosa e boscosa, il fiume è ricco di pesci. Nel corso inferiore è navigabile, ci sono rapide vicino alla foce. Come tutti i fiumi del bacino, è gelato per lunghi periodi ogni anno (da ottobre a maggio, mediamente).